# Żółwin (Żółwin)
Żółwin – kolonia wsi Żółwin w Polsce, położona w województwie lubuskim, w powiecie międzyrzeckim, w gminie Międzyrzecz. Wchodzi w skład sołectwa Żółwin.
W latach 1975–1998 kolonia administracyjnie należała do województwa gorzowskiego.